# Pozycja czterokończynowa
Pozycja czterokończynowa, koszyczek, pozycja odwróconego kota, pozycja autoprzetoczeniowa, pozycja przeciwwstrząsowa – pozycja stosowana u pacjentów przytomnych, nieurazowych, we wstrząsie, zapewniająca poszkodowanemu lepszy dopływ krwi do mózgu i przejściową normalizację parametrów.

## Dowody naukowe
Jak podają wytyczne ERC 2021: "U pacjentów bez cech urazu bierne uniesienie kończyn dolnych (Passive Leg Raising – PLR) może zapewnić przejściową (<7 minut) poprawę w zakresie częstości pracy serca, średniego ciśnienia tętniczego krwi, indeksu sercowego oraz objętości wyrzutowej serca".

## Postępowanie
Lecząc wstrząs należy przede wszystkim skupić się na jego przyczynie, ale leczenie wspierające krążenie również pełni tu istotną rolę. Ułożenie poszkodowanego w pozycji przeciwwstrząsowej polega na uniesieniu kończyn dolnych i górnych powyżej poziomu głowy i tułowia. Uniesienie nóg ma większe znaczenie kliniczne niż uniesienie rąk. Kąt uniesienia nóg w badaniach analizujących zagadnienie wynosił od 30 do 60 stopni. Nie zaleca się rutynowego stosowania pozycji autoprzetoczeniowej. Nie jest to metoda leczenia stanu przedomdleniowego – ERC zaleca manewry fizykalne z górnej i dolnej połowy ciała tj. napinanie mięśni rąk lub nóg i kucanie.